# Техас (округ, Оклахома)
Шаблон:StateAbbr_ 36°45′ пн. ш. 101°29′ зх. д. / 36.75° пн. ш. 101.48° зх. д.
Округ Техас (англ. Texas County) — округ (графство) у штаті Оклахома, США. Ідентифікатор округу 40139.

## Історія
Округ утворений 1907 року.

## Демографія
За даними перепису
2000 року
загальне населення округу становило 20107 осіб, зокрема міського населення було 10461, а сільського — 9646.
Серед мешканців округу чоловіків було 10343, а жінок — 9764. В окрузі було 7153 домогосподарства, 5248 родин, які мешкали в 8014 будинках.
Середній розмір родини становив 3,19.
Віковий розподіл населення поданий у таблиці:
| Стать    | До 15 років | 15-21 | 22-29 | 30-39 | 40-49 | 50-65 | 65-85 | Понад 85 |
| -------- | ----------- | ----- | ----- | ----- | ----- | ----- | ----- | -------- |
| Чоловіки | 2414        | 1319  | 1459  | 1503  | 1412  | 1338  | 818   | 80       |
| Жінки    | 2347        | 1204  | 1186  | 1334  | 1285  | 1250  | 1014  | 144      |

## Суміжні округи
- Стівенс, Канзас — північ
- Сюорд, Канзас — північний схід
- Бівер — схід
- Очилтрі, Техас — південний схід
- Генсфорд, Техас — південь
- Шерман, Техас — південний захід
- Сімаррон — захід
- Мортон, Канзас — північний захід